# Годрано
Годрано (итал. Godrano) — коммуна в Италии, располагается в регионе Сицилия, в провинции Палермо.
Население составляет 1146 человек (2008 г.), плотность населения составляет 30 чел./км². Занимает площадь 38 км². Почтовый индекс — 90030. Телефонный код — 091.
Покровителем коммуны почитается святой Иосиф, празднование 3 сентября.

## Демография
Динамика населения:

## Администрация коммуны
- Официальный сайт: